# 温泉ドラゴン
温泉ドラゴン（おんせんどらごん）は、日本の劇団。

## 概要
流山児★事務所に所属していた阿川竜一（現・筑波竜一）と阪本篤によって2010年に結成。阪本の出身地である兵庫県温泉町（現・新温泉町）と、筑波の出身地である茨城県土浦市の地名を合わせ、劇団名は「温泉土浦」となる予定であったが、筑波の名前から「温泉竜」を経て「温泉ドラゴン」に決定した。当初メンバーはこの二人の俳優のみであり、作家も演出家もいない状態でのスタートであったが、シライケイタが書き上げた『escape』にて旗揚げ公演に至る。
第二回公演『birth』よりシライが演出も兼任し、2014年には韓国ソウルにて一週間公演を行うまでになった。ソウル公演より、シライといわいのふ健が正式に劇団員として参加、四人体制となる。
2015年、『birth』韓国三都市ツアーを敢行。ツアー先の密陽国際演劇祭で戯曲賞を受賞。日本より先に韓国で評価されるようになる。
2016年、劇作家の原田ゆうが加入。シライとは作風が全く正反対の劇作家の加入により、劇団として再出発を果たす。
2017年夏、原田が温泉ドラゴンに参加して最初の脚本作品である『幸福な動物』が上演された。

## 劇団員

### 在籍メンバー
- 筑波竜一（つくば りゅういち、1976年2月24日 - ）茨城県出身。身長181cm、体重68kg。血液型O型。エビス大黒舎所属。

流山児★事務所を経て、2010年4月に「温泉ドラゴン」を旗揚げ、旗揚げ公演『escape』では演出も兼ねる。2010年の旗揚げ以降全ての作品に参加。
- いわいのふ健（いわいのふ けん、1977年12月6日 - ）広島県出身。身長181cm、体重76kg。血液型AB型。ヘリンボーン所属。

温泉ドラゴン第4回興行公演『birth』以降、すべての作品に参加。北大路欣也に師事し、舞台・映画・テレビ・ナレーション等、様々な分野で活躍中。
- シライケイタ（しらい けいた、1974年7月6日 - ）東京都出身。身長177cm、体重65kg。血液型B型。ウッドオフィス A3プロデュース所属。

2010年、温泉ドラゴン旗揚げ公演に、処女作となる『escape』を提供。第二回公演『birth』より全作品の脚本・演出を手掛ける。
- 阪本篤（さかもと あつし、1978年8月12日 - ）兵庫県出身。身長182cm。血液型A型。

「温泉ドラゴン」主宰。加藤健一による俳優養成所を経て、劇団「流山児★事務所」に参加。退団後の2010年、「温泉ドラゴン」を旗揚げ。旗揚げ以降、全ての作品に参加。
- 原田ゆう（はらだ ゆう、1978年12月6日 - ）福岡県出身。身長168cm。血液型AB型。

玉川大学芸術学科卒業、日本大学芸術学部大学院演劇専攻。シライが原田脚本の『君は即ち春を吸ひこんだのだ』に出演したことが縁となり、2016年に加入。日本劇作家協会新人戯曲賞や「日本の劇」戯曲賞最優秀賞など多数の戯曲賞を受賞。

## 公演履歴
※特記のないものは、シライケイタによる作・演出。
（参考：公式サイト）
- 第1回公演『escape』（2010年4月7日-4月11日、SPACE雑遊）作：シライケイタ・演出：阿川竜一[2]
- 第2回公演『birth』（2011年2月22日-2月27日、SPACE雑遊）[3]
- 第3回公演『vision』（2012年2月12日-2月19日、SPACE雑遊）[4]
- 第4回公演 『birth/escape』二本立て興行（2012年8月15日-8月26日、Space早稲田）birth - 作・演出：シライケイタ、escape - 作：シライケイタ・演出：嶋田健太（東京乾電池）[5]
- 第5回公演『桜』（2013年2月5日-2月10日、SPACE雑遊）[6]
- 日韓演劇週間vol.1<生きる>ことの考察『birth』（2013年9月11日-9月16日、上野ストアハウス）[7]
- 温泉ドラゴン韓国公演『birth』（2014年9月17日-9月21日、韓国ソウル大学路・演友小劇場）
- 温泉ドラゴン帰国報告公演『birth』（2014年10月6日-10月7日、上野ストアハウス）
- 日韓演劇週間vol.2<家族を描きながら>『桜』（2014年11月19日-11月24日、上野ストアハウス）[8]
- 龍昇企画+温泉ドラゴン共同企画公演『カム伝』（2015年3月11日-3月15日、上野ストアハウス）作・演出：天野天街（少年王者舘）
- 韓国3都市ツアー『birth』（2015年8月4日-8月5日、密陽国際演劇祭・8月6日、浦項国際演劇祭野外劇場・8月7日-8月8日、釜山HANGYEOL ARTHALL）
- 日韓演劇週間Vol.3『烈々と燃え散りしあの花かんざしよ』（2015年10月14日-10月18日、上野ストアハウス）[9]
- 第9回公演『或る王女の物語〜徳恵翁主〜』（2016年11月2日-11月6日、SPACE雑遊）[10][11]
- 第10回公演『幸福な動物』（2017年8月23日-9月3日、SPACE雑遊）作：原田ゆう・演出：シライケイタ[12]
- 番外公演『山の声 ある登山者の追想〜完全版〜』（2018年1月6日-8日、「劇」小劇場）作：大竹野正典、演出：シライケイタ
- 第11回公演『嗚呼、萬朝報！』（2018年4月25日-5月3日、高田馬場ラビネスト）作：原田ゆう、演出：シライケイタ
- 第12回公演『The Dark City』（2018年10月15日-21日、ブレヒトの芝居小屋）
- 第13回公演『渡りきらぬ橋』（2019年6月21日-30日、座・高円寺）作：原田ゆう、演出：シライケイタ